# Chorocaris paulexa
Chorocaris paulexa is een garnalensoort uit de familie van de Alvinocarididae. De wetenschappelijke naam van de soort is voor het eerst geldig gepubliceerd in 2005 door Martin & Shank.